# Dengel Ber
Dengel Ber est une ville située dans l'ouest de l'Éthiopie, dans la zone de Semien Gondar (en français Nord-Gondar) de la région Amhara. Elle se trouve à 11° 57′ N, 37° 00′ E et à 1 790 mètres d'altitude. C'est l'une des quatre villes du woreda d'Alefa. Elle se trouve sur la rive occidentale du lac Tana et est desservie par ferry à partir de Bahir Dar. La ville est reliée par piste à d'autres localités voisines (Kunzela, Shawra). En 2005, elle comptait 2 439 habitants.
Dominée par un escarpement rocheux, elle se trouve dans un passage étroit entre la région historique du Godjam et la ville de Gondar ; la bataille de Faggeta qui voit l'empereur Tekle Haymanot II l'emporter sur Fasil de Damot le 9 décembre 1769, s'est déroulée à proximité.  